# Ange Politien
Ange Politien (en italien : Agnolo Poliziano), né Angelo Ambrogini à Montepulciano en 1454 et mort à Florence en 1494, est un humaniste italien, l'une des grandes figures de la Renaissance.

## Biographie

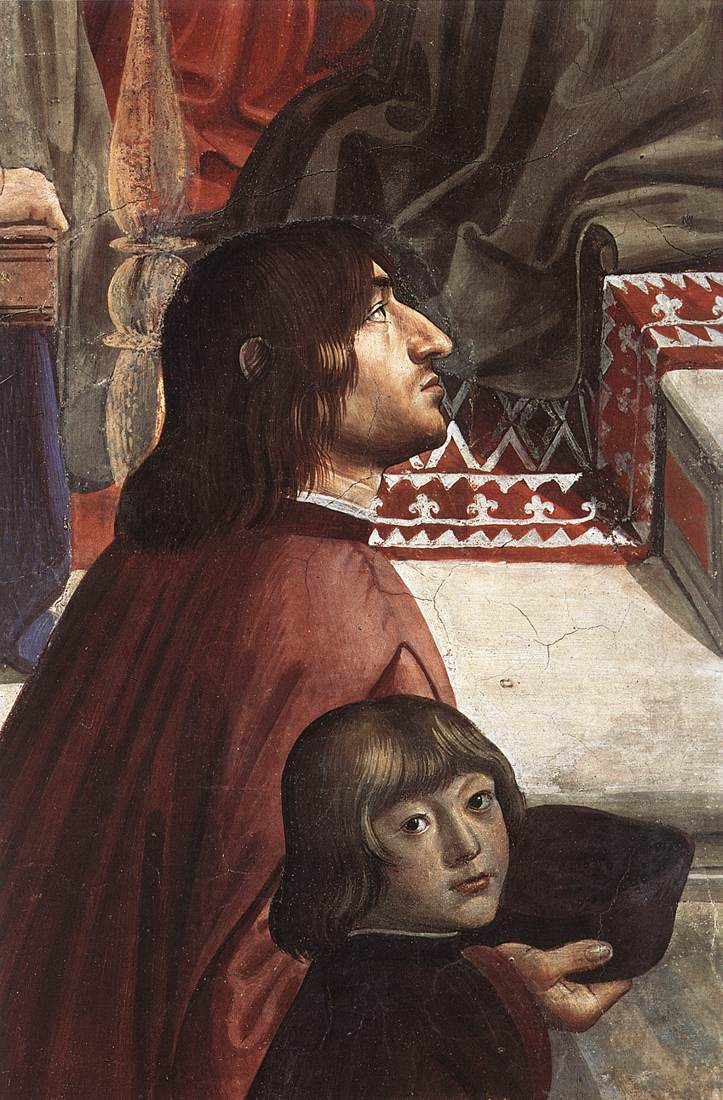
Ange Politien (au second plan) peint par Domenico Ghirlandaio sur une fresque de la chapelle Sassetti (Florence, basilique Santa Trinita).

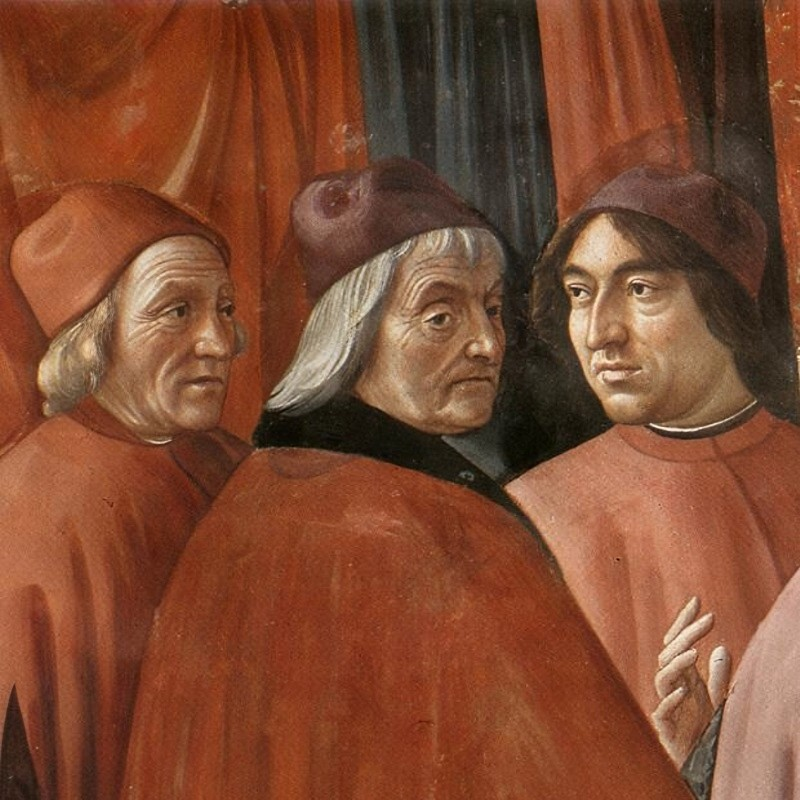
Ange Politien (à droite) au côté de Cristoforo Landino (au centre), détail de la scène de lAnnuncio dell'angelo a Zaccaria, peinte par Domenico Ghirlandaio, dans la Chapelle Tornabuoni de la basilique Santa Maria Novella à Florence.

La forme latine de son nom est Angelus Politianus : il l'avait choisi d'après le toponyme romain de sa ville d'origine, Mons Politianus.
Ange Politien est né en 1454. En raison de la mort prématurée de son père, il partit à Florence, chez un cousin. Il reçut sa formation au sein de l'atmosphère humaniste florentine. Il apprit le latin et le grec : une chaire de grec avait en effet été créée à Florence dès le XIVe siècle, longtemps confiée à des érudits byzantins installés en Italie dès avant la chute de Constantinople en 1453. À l'âge de seize ans, il commença à traduire l'Iliade d'Homère en hexamètres latins (livres II à V). L'élégance de sa traduction provoqua l'admiration de ses contemporains.
Grâce à ses liens avec les membres de l'académie des Careggi, il entre, en 1473, au service de Laurent le Magnifique qui lui confie plusieurs charges. Politien devient son ami et le précepteur de ses fils Pierre et Jean (le futur pape Léon X) ; il connut ainsi une existence paisible pendant dix ans. Les années 1470 à 1480 sont celles de l'apogée de sa production poétique, il compose de nombreux poèmes et en particulier les : Stances pour la joute qui sont commencées en 1475 à l'occasion d'un tournoi remporté par le frère de Laurent : Julien de Medicis. L'assassinat de celui-ci lors de la conjuration des Pazzi interrompt la composition. Politien écrit entretemps, en latin et en prose, un pamphlet en faveur des Médicis : le Pactianæ conjurationis commentarium (Commentaire sur la conjuration des Pazzi).
Après la conjuration des Pazzi dirigée contre les Médicis, en 1478, Politien quitte Florence en 1479, à la suite de désaccords avec la famille des Médicis, et surtout avec Clarisse, l'épouse de Laurent. Il se rend à Ravenne, à Venise, puis à Mantoue auprès du cardinal Gonzaga, où il compose Orphée en 1480. Il revint ensuite à Florence, où, après s'être réconcilié avec Laurent, il retrouve sa charge de précepteur et reçoit la chaire de rhétorique latine et grecque (c'est-à-dire l'apprentissage de ces deux langues) à l'université de Florence, charge qu'il conserve jusqu'à sa mort en 1494. C'est pendant cette période qu'il compose ses principales œuvres latines. Sa renommée s'accroît avec ses leçons sur les auteurs antiques (auxquelles assiste entre autres le jeune Pic de la Mirandole). Ses compositions suivent ensuite son évolution vers la philologie et l'érudition en latin comme les Sylvæ et la Miscellanea centuria prima, composées sur le modèle des Nuits attiques d'Aulu Gelle, genre en vogue chez les humanistes de l'époque. Ses œuvres latines sont partiellement publiées après sa mort à Venise par Alde Manuce.
Après avoir rencontré à Venise l'humaniste Ermolao Barbaro, Politien reçut une lettre dans laquelle celui-ci l'assurait de l’immense respect dans lequel il le tenait et lui adressait une double requête : qu’il continuât de venir au secours des belles lettres et qu’il acceptât que lui, Barbaro, l’assistât dans ce combat. Politien répondit que « si dix Barbaro (lui) étaient donnés, (il aurait) bon espoir que sous peu les lettres grecques et latines soient sauvées de la barbarie. » Sous la forme rhétorique habituelle des correspondances, apparaît le véritable respect marqué par Barbaro, lui-même un des plus grands humanistes du temps, envers Politien.
Il meurt, probablement empoisonné à l'arsenic par Pierre II de Médicis, l'un de ses anciens élèves.
Ange Politien est représenté à gauche dans le groupe des humanistes qui figurent dans la fresque de Domenico Ghirlandajo « Apparition de l'ange à Saint Zacharie » peinte en 1486 dans l'église Santa Maria Novella à Florence. Il est aux côtés de Cristoforo Landino, Marsile Ficin et Gentile de Becci.

## Œuvres
Politien est un auteur de grande qualité en langue vulgaire (la langue usuelle des auteurs de l'époque étant le latin), qu'il employa dans des compositions variées : chansons, ballades, montrant son attachement aux thèmes populaires. Il fut aussi le poète du mythe, de la vision, de la nature, de la jeunesse sereine, où s'insère douloureusement la mort (les Stances pour la joute et l'Orphée).
Mais Politien a surtout laissé le souvenir d'un philologue exceptionnel, par sa compréhension des problèmes de traduction des textes et les choix d'édition qui sont les siens. On peut le considérer comme le fondateur de la philologie moderne, en raison de son sens critique aigu, soutenu par une profonde culture humaniste et la maîtrise parfaite du grec et du latin, qu'il appliqua à l'examen des textes. Politien fut également un écrivain de langue latine, particulièrement en vers. Il écrivit des élégies et les discours annuels en vers d'introduction à ses cours, les Prælectiones. Il écrit divers commentaires sur des textes antiques.

### Stances pour la joute de Julien de Médicis

La naissance de Vénus, tableau de Botticelli qui s'inspirerait d'un passage des Stances.

Les Stances (Stanze per la giostra), un des joyaux de la littérature italienne, furent écrites entre 1475 et 1478, pour célébrer la joute du 28 janvier 1475 au cours de laquelle triompha Julien de Médicis, frère de Laurent. Cette œuvre resta inachevée après la mort de Julien, survenue à l'occasion de la conjuration des Pazzi. Politien se proposait de célébrer un tournoi chevaleresque, mais il n'en fit que les deux premières parties. Ce petit poème est un mélange de sujets amoureux et idylliques : le poète s'arrêta avant de composer la description du tournoi. Dans les deux premiers livres (les seuls achevés), le poète développe les thèmes qui lui étaient le plus chers : l'amour, la beauté, les scènes idylliques. Il représente la beauté dans des descriptions mythologiques qui viennent de sa profonde culture humaniste. Idylle, amour et mythologie sont les trois éléments principaux des Stances.
Ces deux livres sont consacrés à la description du coup de foudre de Lulio, jeune chasseur rétif à l'amour, attiré par Cupidon auprès d'une jeune et belle nymphe, Simonetta, dont il tombe amoureux. L'amour le pousse alors à exécuter pour elle une action de gloire : un tournoi. C'est là que s'interrompt le poème. La composition est bien sûr une allusion à Julien de Médicis et à la jeune femme dont il est épris : Simonetta Vespucci, connue à Florence pour sa beauté, et qui est représentée ici comme une créature mythologique vivant dans un monde enchanté. Dans le second livre, Cupidon raconte à sa mère Vénus le coup de foudre de Lulio.
Les Stances sont donc une célébration de l'amour entendu comme apaisement et harmonie. L'élément idyllique se retrouve dans la description de la nature. À travers l'histoire de Julien, c'est bien sûr toute la famille Médicis qui est célébrée.
Un passage des Stances, dans lequel Politien décrit des statues placées à l'entrée du palais de Vénus, lui-même inspiré d'un Hymne homérique, est selon Aby Warburg la source d'inspiration de la Naissance de Vénus de Botticelli.

### Prælectiones
Politien écrivit des introductions aux Silves de Stace, sur l'Institution oratoire de Quintilien, sur Perse et sur Suétone.
Les très érudites Sylvæ sont des introductions où le poète fait preuve de sa culture et de sa finesse de poète latin. Elles sont au nombre de quatre :
1. Manto (1482) présentation d'un cours sur les Bucoliques de Virgile
2. Rusticus (1483) est l'introduction à un cours sur les Géorgiques de Virgile et d'Hésiode
3. Ambra (1485) évoque Homère et les poèmes homériques
4. Nutricia (1486) célèbre les poètes classiques.

### Introductions latines en prose
- Prælectio de dialectica (1491) introduction à la logique aristotélicienne.
- Lamia (1492): contre ceux qui lui avaient reproché son intérêt tardif pour la philosophie.
- Dialectica (1493): introduction à un cours sur la philosophie aristotélicienne.

### Élégies latines
1. Élégie sur la mort d'Albiera - Albiera des Albizi, très belle jeune fille, mourut en 1473. Le poète pleure sa mort et chante sa beauté. L'élégie est dédiée à Sigismondo Della Stufa dont Albiera était la fiancée.
2. Lalagen célèbre la beauté féminine.
3. Dans Violas, la passion pour la dame devient amour pour la nature fleurie.

### Miscellanea(1489)
C'est dans cette œuvre que l'on voit apparaître le Politien philologue. Il écrivit deux volumes de Centuriæ latinæ, le second volume est resté inédit longtemps après sa mort. Les Miscellanea traitent divers sujets : interprétation de textes classiques, correction d'erreurs dans l'édition du texte, histoire de manuscrits antiques. Ce sont les principes qui guident son travail qui font de lui le père de la philologie moderne.